# Villa „Sibi et Amicis“
Die Villa „Sibi et Amicis“, auch Johannishof genannt, ist eine Villa im Stadtteil Serkowitz der sächsischen Stadt Radebeul, im Augustusweg 1. Sie wurde um 1870 durch die ortsansässigen Baumeister Gebrüder Ziller errichtet.

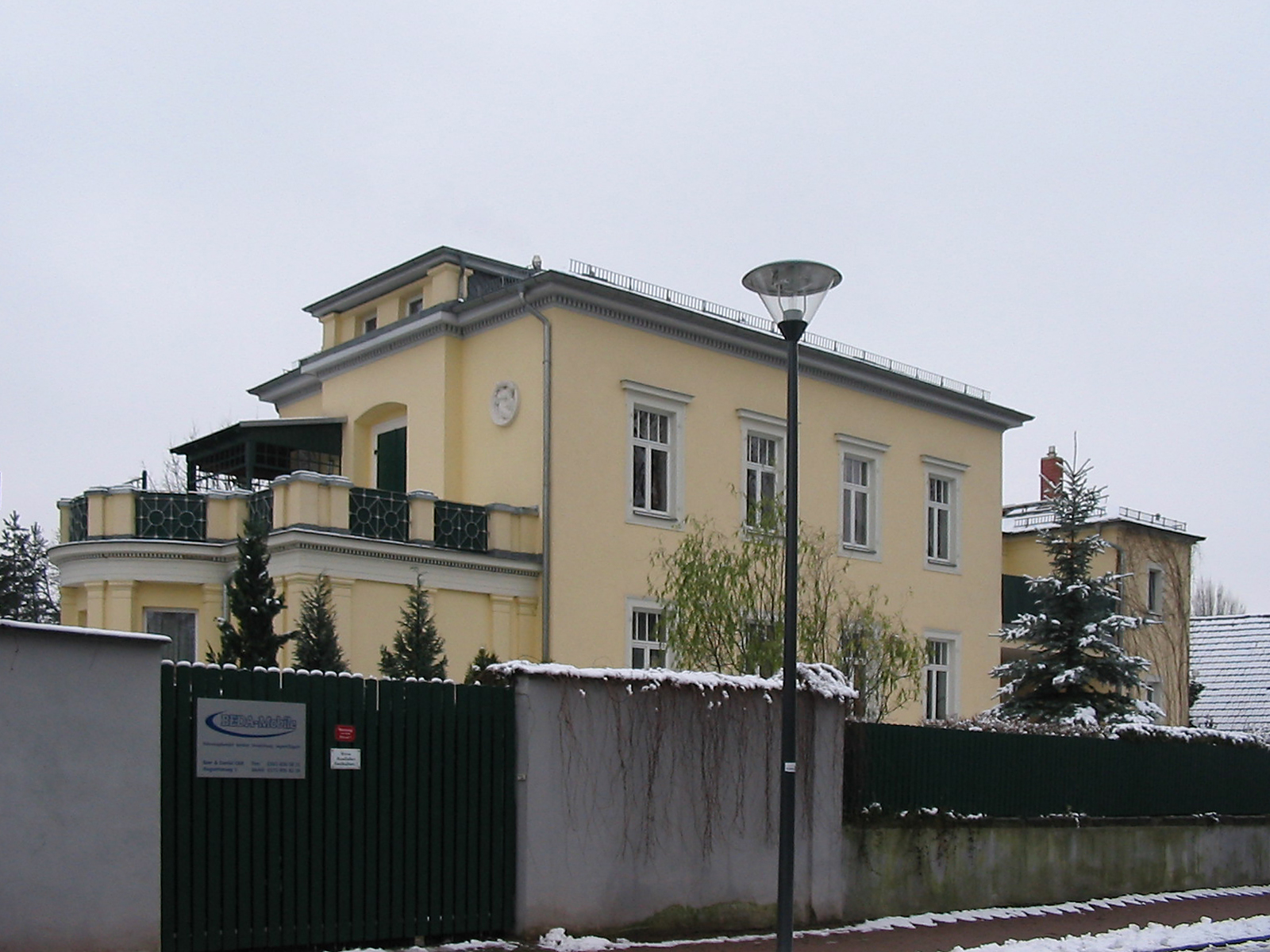
Villa „Sibi et Amicis“

## Beschreibung

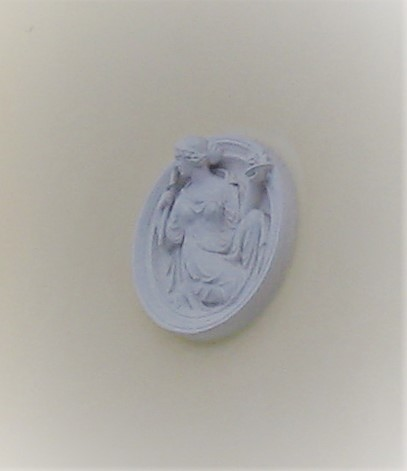
Villa „Sibi et Amicis“: Medaillon

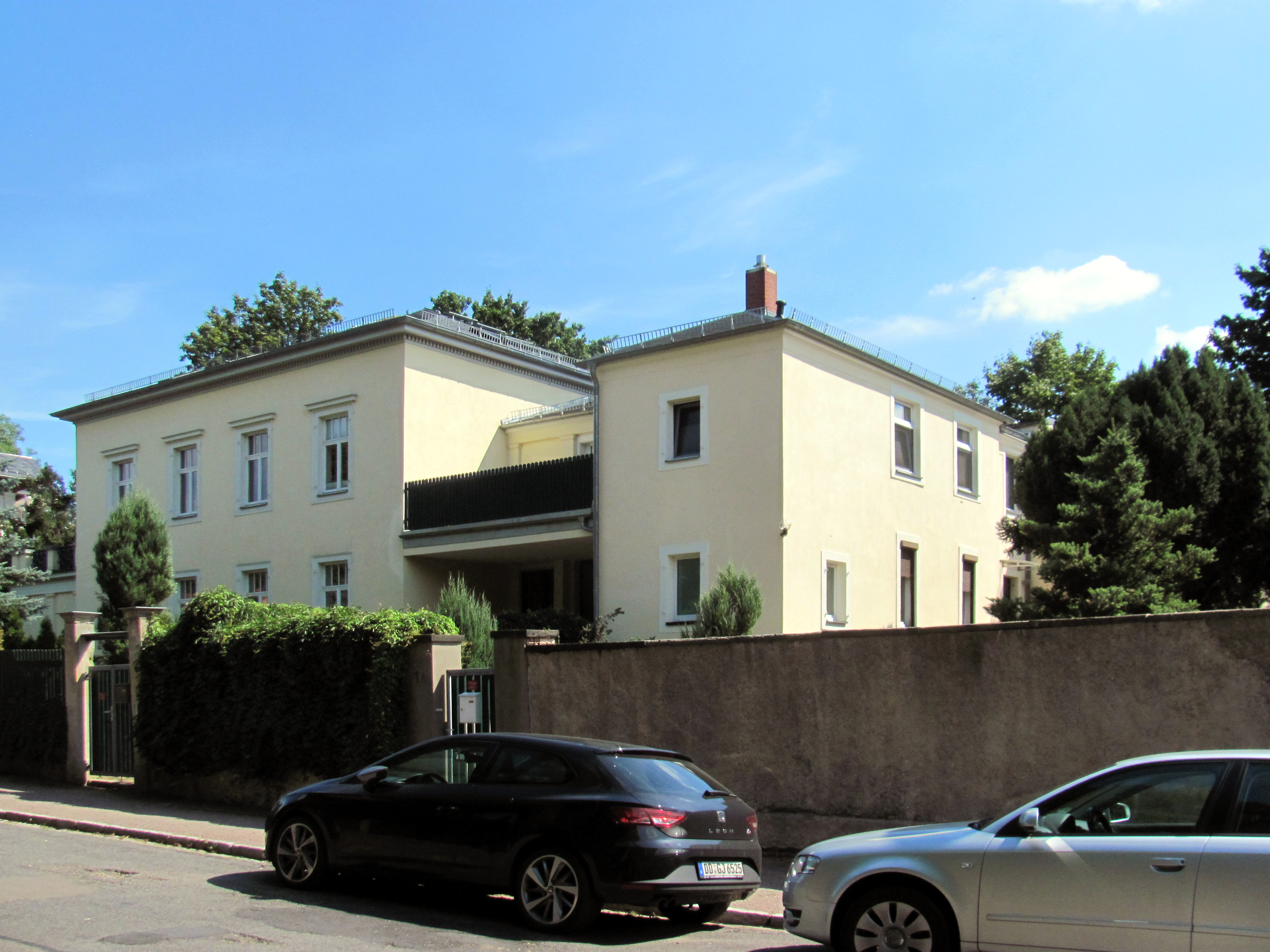
Villa „Sibi et Amicis“, Nebenbau Nr. 1a

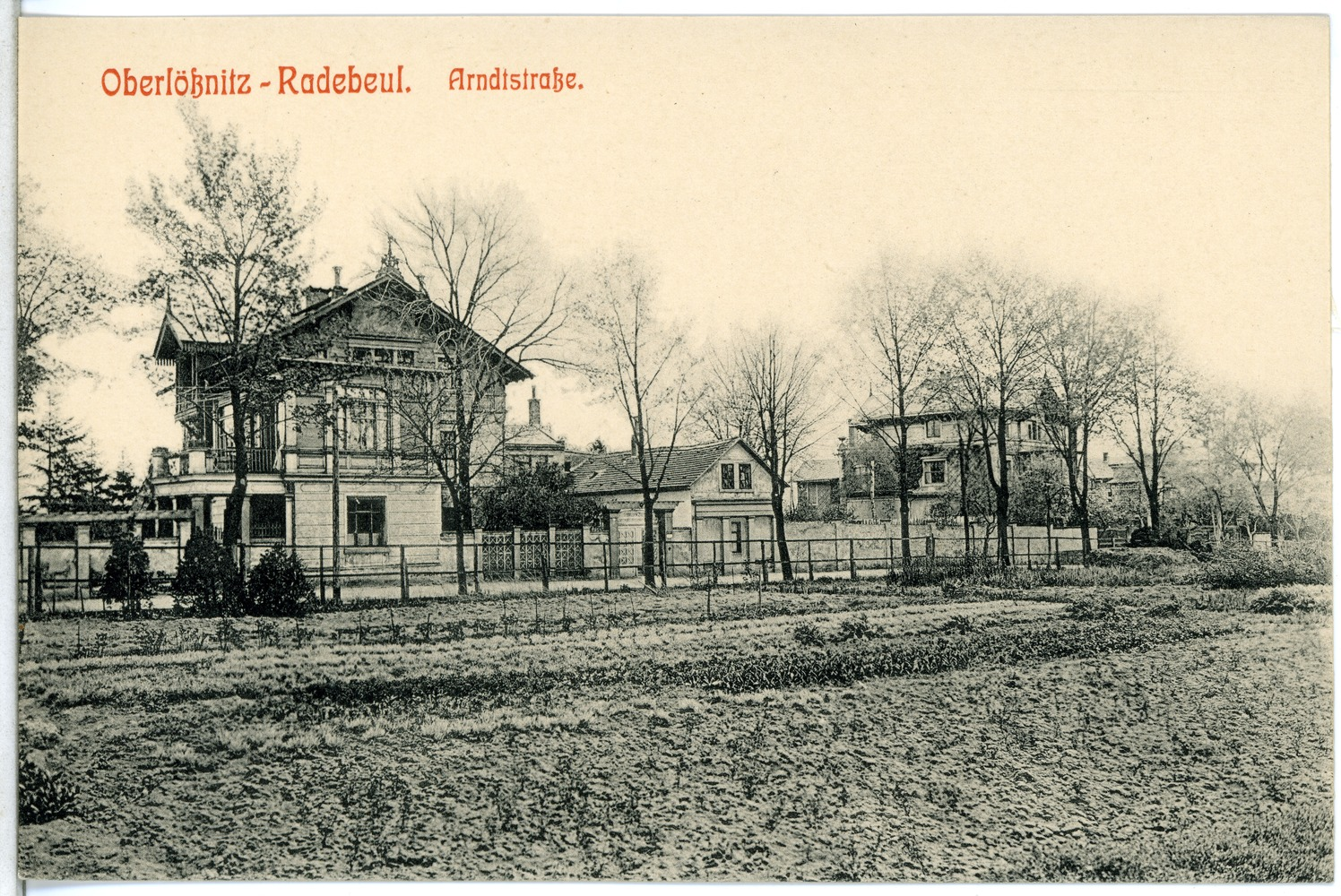
Drei Zillervillen (1912) im Augustusweg: Von li.: Moritz Zillers Wohnsitz (Nr. 5), Gustav Zillers Wohnsitz (Nr. 3) und die hiesige Nr. 1

Die als zusammenhängender Gruppenbau im italienischen Landhausstil konzipierte, heute unter Denkmalschutz stehende Villa „Sibi et Amicis“ (lat., etwa „Für sich selbst und die Freunde“) besteht aus drei Baukörpern in Form eines jeweils zweigeschossigen Haupthauses auf der linken Seite der Hauptansicht, eines Nebengebäudes auf der Rechten sowie eines Verbindungsbaus.
Beide Gebäudeteile haben flache Walmdächer. Das Hauptgebäude hat zur Straße eine Breite von vier Fensterachsen, deren Fenster im Obergeschoss mit Klappläden und geraden Verdachungen versehen sind. In der linken Seitenansicht steht ein Mittelrisalit mit einer Veranda davor, seitlich des Risalits befinden sich im Obergeschoss zwei figürliche Medaillons.
Der Verbindungsbau zum Nebengebäude wird durch Pilaster gegliedert und hat einen Söller.
Die Villa im italienischen Landhausstil in Form eines Gruppenbaus war einer der Standardgebäudetypen der Lößnitz-Baumeister Gebrüder Ziller in der Frühzeit ihres Schaffens. Er findet sich bereits bei der von Moritz Ziller 1865 errichteten Villa Hoflößnitzstraße 6 ebenso wie bei dem ursprünglich als „römische Villa“ errichteten späteren Katholischen Pfarramt von 1876. Auch der in der ehemaligen Sophienstraße 1877 entstandene Sophienhof sowie die im dortigen Artikel aufgeführten verwandten Gebäude entsprechen diesem Typus.

## Geschichte
Für die um 1870 errichtete Villa wurde 1874 ein Gewächshaus gebaut. Im Jahr 1893 erfolgte ein Dachausbau im Nebengebäude.
Der jüngere Bruder der Ziller-Gebrüder, Paul Ziller, beantragte später, den Zwischenbau abreißen zu dürfen, um die beiden Baukörper als getrennte Gebäude verkaufen zu können. Dem Antrag wurde seitens der Behörden jedoch nicht zugestimmt.
Der spätere Besitzer Major a. D. Georg Feller ließ 1914 das Gebäude weiter verändern.